# Papa Grigore al VII-lea
Papa Grigore al VII-lea (n. secolul al XI-lea, Sovana⁠(d), Sorano, Toscana, Italia – d. 25 mai 1085, Salerno, Regatul Siciliei) a fost papă al Romei între anii 1073-1085. Reformele gregoriene, puse în practică de papa Gregor al VII-lea, au combătut simonia și abaterile de la celibatul preoțesc, abateri numite „nicolaitism”.

## Biografie

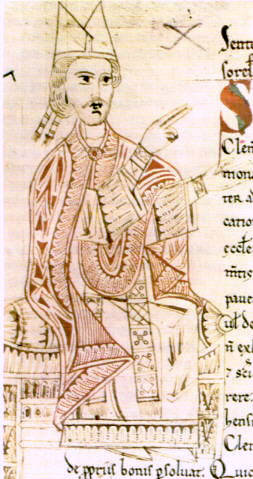
Papa Grigore al VII-lea

Numele său laic a fost Hildebrand. Ca papă a continuat reformele inițiate de înaintașii săi și a acționat în spiritul centralizării și disciplinării Bisericii Catolice. Centralizarea deciziilor bisericești la Roma a însemnat clarificarea contradicției „papa sau împăratul” în favoarea papei. Împărații, care ajungeau la Roma doar ocazional, nu voiau să renunțe la privilegiul numirii episcopilor și căutau deci să păstreze această prerogativă. Papa Grigore al VII-lea a intrat în conflict cu împăratul Henric al IV-lea al Sfântului Imperiu Roman în chestiunea numirii (investiturii) episcopilor. Pricina concretă a conflictului a fost ocuparea funcției de arhiepiscop de Milano.
În data de 24 ianuarie 1076, în urma unei diete întrunite la Worms, împăratul i-a adresat papei o scrisoare în care i-a cerut demisia, cu cuvintele descende, descende („dă-te jos, dă-te jos”). Drept răspuns, papa Grigore al VII-lea l-a oprit pe împărat de la primirea Sfintelor Taine, ceea ce a tulburat ordinea Sfântului Imperiu Roman.
În anul următor, 1077, împăratul l-a rugat pe papă să-l ierte. Episodul s-a petrecut la Canossa. După ce papa l-a lăsat pe împărat să aștepte timp de trei zile în afara cetății, l-a primit pe 28 ianuarie 1077 și l-a iertat. 
Papa Grigore al VII-lea a asigurat ordinea spirituală în evul mediu clasic. A fost declarat sfânt.